# 취석정
취석정(醉石亭)은 대한민국 전북특별자치도 고창군에 있는, 광산인 노계 김경희가 명종 1년(1546년)에 세운 정자이다. 1997년 7월 18일 전라북도의 유형문화재 제153호로 지정되었다.

## 개요
고창읍 노동저수지에서 호도마을쪽으로 100m쯤 가면 수백년된 노송과 거목 버드나무가 어우러진 숲에 고고한 자태를 뽑내는 정자가 바로 취석정이다. 취석이란 말은 옛날 중국의 도연명이 한가로이 세상을 살 때 술이 취하면 집앞 돌팍위에 잠들기도 했다는 도가에서 비롯 되었으며, 사람이 욕심없이 한가롭게 생활한다는 뜻으로 취석이라 일컬었다 한다.
이 취석정은 광산인 노계 김경희가 명종 1년(1546)에 세운 정자로서 을사사회를 맞아 벼슬길에 나아지 않고 죽음 이만영, 규암 송인수 등 제현과 더불어 정자에 올라 시를 읊고 문의를 강론하였으며 그때의 시집 노계집 1권이 지금도 전하고 있다.
담장내에는 아직 훼손되지 않은 크고 작은 지석묘 7기가 널려 있고 담장 밖으로 3기의 지석묘가 있어 옛 선사유적도 감상할 수 있다.

## 현지 안내문
취석정은 조선 명종 1년(1546년)에 김경희가 지은 것이다. 취석정은 중국의 시인 도연명이 술에 취하면 짚 앞에 돌 위에서 잠들었다는 고사에서 따온 말이다. 팔작지붕에 우물마루가 있는 취석정은 정자 가운데를 온돌로 꾸민 독특한 양식의 건물로 조선시대 정자문화의 한 면을 보여주고 있다.
김경희는 중종 29년(1534년) 과거에 합격하였으나, 명종 즉위년(1545년)에 있었던 을사사화에 연루되어 벼슬길에 오르지 못했다. 이를 안타까이 여긴 중종이 중국의 유명한 시인 두보의 시 한 수를 친히 써서 김경희에게 하사하였다고 전한다.

## 참고 자료
- 취석정 - 국가유산청 국가유산포털